# 就学義務猶予免除者等の中学校卒業程度認定試験
就学義務猶予免除者等の中学校卒業程度認定試験（しゅうがくぎむゆうよめんじょしゃとうのちゅうがっこうそつぎょうていどにんていしけん）とは、学校教育法第18条の規定により保護者が就学させる義務を猶予又は免除された者等に対し、中学校を卒業した者と同等以上の学力があるかどうかを認定するために日本の文部科学省が行う試験である。
この試験については、中学校卒業程度認定試験と呼称されることが比較的多く、略称としては、文部科学省が中卒認定（ちゅうそつにんてい）を用いているほか、中認（ちゅうにん）・中検（ちゅうけん）（俗称。正式名称に「検」の文字はない）・中験（ちゅうけん）が用いられていることが多い。合格すると高等学校（中等教育学校後期課程、特別支援学校高等部、専修学校の高等課程、高等専門学校を含む）の入学資格が与えられる。

## 概要
中学校卒業程度認定試験は、中学校などを卒業しなかった人が、高等学校、中等教育学校の後期課程、専修学校の高等課程などの後期中等教育の課程または高等専門学校に入学する資格を認定する試験である。高等学校卒業程度認定試験の受験資格の緩和などもあり受験者が少ない。2008年（平成20年）の受験者は70人前後、合格者は62名。
中学校をはじめとする前期中等教育の課程を修了していない者は、中学校卒業程度認定試験に合格後、改めて高校受験を行なうなどして高等学校に入学することができる。また、すべての高等学校などで中学校卒業程度認定試験の合格・中学校卒業の経歴が必要なわけではなく、独自に入学資格を認める学校もある。
高等学校卒業程度認定試験に合格すると、この試験にも合格したものとみなされる。以前は、大学入学資格検定（現在の高等学校卒業程度認定試験）の受検をするには、中学校などを卒業していなければ中学校卒業程度認定試験の合格が必要であったが、これも改正されて現在は不要になっている。
過去4年分の問題は、文部科学省の公式サイトにおいて閲覧できる。
2008年度では、受験者数は75人、合格者数は62人であった。このように高認（大検）よりもはるかに規模は小さい。

## 受験資格の拡大・試験名称の変更
中学校卒業程度認定試験は、1967年度（昭和42年度）から行われた。「就学義務猶予免除者の中学校卒業程度認定規則」が定められ、試験の正式名は「就学義務猶予免除者の中学校卒業程度認定試験」（「等」の文字がない）であり、受験できるのは、保護者が就学させる義務を猶予又は免除された者に限られていた。受験資格は徐々に緩和された。1999年には、平成11年8月31日文部省令第35号により根拠省令の題名が「就学義務猶予免除者等の中学校卒業程度認定規則」（「等」の文字が入れられた）となり、試験の名称もそれにあわせて変更され、「就学義務猶予免除者等の中学校卒業程度認定試験」となった。2003年度（平成15年度）からは、不登校などによる非卒業者への道が広く開かれるようになった。
昭和43改正で国民学校初等科修了者（新学制の小学校相当。中学校1・2年相当の「高等科」、3年相当の「特修科」も修了しなければ「卒業」にはならなかった）や申請していれば猶予・免除を受けられた者などに受験資格を拡大した。現在は試験実施年度末で満16歳以上になる者であれば、中学校を卒業した者も含めて誰でも受験することができる。